# Cynthia del Águila
Cynthia Carolina del Águila Mendizábal de Sáenz de Tejada (Ciudad de Guatemala, 16 de mayo de 1959) es una docente y política guatemalteca. Fue ministra de Educación de Guatemala entre 2012 y 2015, durante el gobierno de Otto Pérez Molina.

## Biografía
Nació en la ciudad de Guatemala. Es maestra en educación primaria y licenciada en pedagogía egresada de la Universidad del Valle de Guatemala, estudió entre los años 1982-1990.
Fue profesora de segunda enseñanza en inglés y licenciada en Educación, egresada de la Universidad del Valle de Guatemala. Posee estudios de posgrado en currículo de la Universidad Estatal de Míchigan en los Estados Unidos. Durante el período 1996-2000 fue viceministra técnica de Educación formando parte del equipo de Arabella Castro Quiñónes y Roberto Moreno Godoy. Fungió como directora de Planificación, coordinadora del proyecto BIRF y gerente de calidad del Ministerio de Educación de Guatemala. Asimismo, fue miembro de la Comisión Consultiva de Reforma Educativa, miembro de la Asociación de Investigación y Estudios Sociales (ASIES), coordinadora de la Gran Campaña Nacional por la Educación durante varios años y formó parte de su Comité Asesor. Ejerció la docencia en los niveles de educación primaria y terciaria. Coordinó los programas de profesorado de segunda enseñanza en la Universidad del Valle de Guatemala.

## Vida política

### Ministra de Educación
El 15 de noviembre de 2011, Otto Pérez Molina confirmó a Cynthia Del Águila dentro de su gabinete de gobierno como Ministra de Educación de Guatemala, fue juramentada el 14 de enero de 2012 por el presidente de Guatemala Otto Pérez Molina, el mismo día que él tomó posesión.
Durante su gestión de 3.5 años se creó el Programa Nacional de Lectura «Leamos Juntos», que entre otras cosas estableció 30 minutos de lectura diarios para todos los establecimientos educativos de Guatemala y se entregaron de manera masiva libros de lectura para todas las escuelas de preprimaria, primaria y secundaria del país, todo esto con el objetivo de fomentar la lectura a los estudiantes.
Como ministra de educación generó polémica por la reforma a la carrera docente la cual pasó de ser una carrera del nivel diversificado a ser una profesión a nivel universitario, convirtiéndola en un bachillerato en ciencias y letras con orientación en educación. Hasta 2012, Guatemala era de los pocos países del mundo donde la formación inicial docente se mantenía a nivel de la secundaria y por lo tanto, la mayoría de docentes no tenían un título universitario. Con esta reforma, los aspirantes a ser maestros de primaria debían estudiar un bachillerato y luego ingresar a la universidad, donde tenían que cursar un profesorado que duraba tres años. La formación de maestros del nivel preprimario se mantuvo a nivel de ciclo diversificado. Esta reforma fue rechazada por los estudiantes, los cuales protestaron en varias ocasiones e incluso en mayo de 2012 la retuvieron forzosamente para lograr que revirtiera la decisión, hasta que las fuerzas del orden y la policía nacional civil intervinieron para su rescate.
En enero de 2015, el diputado de la bancada Compromiso Renovación y Orden (CREO), Selvin García, presentó una acción de amparo en contra de Cynthia del Águila, por no haber cumplido con la promesa de reconstruir a tiempo las 381 escuelas que habían resultado dañadas por el terremoto del 7 de noviembre de 2012, el cual dejó un saldo de 48 muertos, unos 150 heridos y cientos de viviendas con daños.
El 21 de agosto de 2015 presentó su renuncia al cargo de ministra, junto al entonces ministro de economía Sergio de la Torre, por la situación política que se vivía en Guatemala en ese momento, derivado de las manifestaciones de 2015 y de los señalamientos de corrupción a funcionarios del gobierno, incluso al propio Otto Pérez Molina. En una conferencia de prensa que realizaron ese día expresó «Hemos presentado la carta de renuncia, creemos que ya no es posible seguir siendo parte del gabinete, nos sentimos traicionados y decepcionados por cómo han sucedido los hechos» haciendo referencia a la oposición generalizada al gobierno. Dicha renuncia la presentaron un día después que la mayor organización empresarial solicitó la renuncia de Pérez Molina por una solicitud de retiro de inmunidad contra el presidente que había hecho el Ministerio Público un día antes por el caso La Línea